# Fiskare till havs
Fiskare till havs (engelska: Fishermen at Sea eller Cholmeley Sea Piece) är en tidig oljemålning utförd av den brittiske konstnären William Turner, 1796, vid 21 års ålder. Den ställdes ut samma år vid Royal Academy of Arts i London. Den ägs sedan 1972 av Tate Collection.
Målningen visar en månbelyst vy med  fiskare i krabb sjö vid The Needles i närheten av Isle of Wight. Den skildrar det bräckliga människolivet, framställd med den lilla båten med sin flämtande lampa och den omgivande mäktiga naturen representerad av den mörka molnklädda himlen, det vida havet och de hotande klipporna. Det kalla månljuset kontrasterar mot det varma ljuset från fiskarnas lanterna.
Många år senare, 1818, gjorde Turner en liknande skiss, Moonlight at Sea (The Needles), till sin samling Liber Studiorum.
Målningen visar tydliga influenser av marinmålare som Claude Joseph Vernet, Philip James de Loutherbourg, Peter Monamy och Francis Swaine och beträffande nattscenerna av Joseph Wright of Derby.
Verket blev en omedelbar succé bland samtida kritiker och grundade Turners rykte som marinmålare. Konsthistorikern Andrew Wilton har påstått att målningen “är en sammanfattning av vad 1700-talskonstnärerna dittills haft att säga om havet”.
Enligt den engelske författaren Walter Thornbury såldes konstverket för £10 till General Stewart. Efter dennes död 1822 förvärvades målningen av den engelske antikvarien Henry Charles Englefield. Den såldes med titeln View of the Needles, with the effect of Moon and Fire Light. Den blev sedan kvar i släkten Cholmeley i närmare 150 år, under namnet Cholmeley Sea Piece. Från 1931 lånades den regelbundet ut till Tate Gallery, för att slutligen säljas till Tate Gallery 1972 av Francis William Alfred Fairfax-Cholmeley.